# San Cosmo Albanese
San Cosmo Albanese er en by i Calabrien, Italien med 584 (2023) indbyggere.